# Rarancea, Noua Suliță
Rarancea, întâlnit și sub forma Redcăuți (în ucraineană Рідківці, transliterat: Ridkivți, în rusă Редковцы, transliterat: Redkovțî și în germană Rarancze) este un sat reședință de comună în raionul Noua Suliță din regiunea Cernăuți (Ucraina). Are 4,177 locuitori, preponderent  ucraineni (ruteni).
Satul este situat la o altitudine de 211 metri, în partea de vest a raionului Noua Suliță, pe malul râului Hucău.

## Istorie
Localitatea Rarancea a făcut parte încă de la înființare din regiunea istorică Bucovina a Principatului Moldovei. În ianuarie 1775, ca urmare a atitudinii de neutralitate pe care a avut-o în timpul conflictului militar dintre Turcia și Rusia (1768-1774), Imperiul Habsburgic (Austria de astăzi) a primit o parte din teritoriul Moldovei, teritoriu cunoscut sub denumirea de Bucovina. După anexarea Bucovinei de către Imperiul Habsburgic în anul 1775, localitatea Rarancea a făcut parte din Ducatul Bucovinei, guvernat de către austrieci, făcând parte din districtul Sadagura (în germană Sadagora).  
După Unirea Bucovinei cu România la 28 noiembrie 1918, satul Rarancea a făcut parte din componența României, în Plasa Prutului a județului Cernăuți. Pe atunci, majoritatea populației era formată din ucraineni, existând și o comunitate de români. 
Ca urmare a Pactului Ribbentrop-Molotov (1939), Bucovina de Nord a fost anexată de către URSS la 28 iunie 1940, reintrând în componența României în perioada 1941-1944. Apoi, Bucovina de Nord a fost reocupată de către URSS în anul 1944 și integrată în componența RSS Ucrainene. 
Începând din anul 1991, satul Rarancea face parte din raionul Noua Suliță al regiunii Cernăuți din cadrul Ucrainei independente. Conform recensământului din 1989, numărul locuitorilor care s-au declarat români plus moldoveni era de 95 (38+57), reprezentând 2,28% din populație . În prezent, satul are 4.177 locuitori, preponderent ucraineni.

## Demografie
Componența lingvistică a comunei Rarancea
     Ucraineană (97,1%)
     Rusă (1,51%)
     Română (1,22%)
     Alte limbi (0,15%)
Conform recensământului din 2001, majoritatea populației comunei Rarancea era vorbitoare de ucraineană (97,1%), existând în minoritate și vorbitori de rusă (1,51%) și română (1,22%).
1930: 4.828 (recensământ) 
1989: 4.164 (recensământ)
2007: 4.177 (estimare)

### Recensământul din 1930
Componența etnică a comunei Rarancea (județul Cernăuți)
     Români (32,85%)
     Ruteni (59,19%)
     Polonezi (5,67%)
     Evrei (1,24%)
     Altă etnie (1,05%)
Componența confesională a comunei Rarancea
     Ortodocși (79,06%)
     Greco-catolici (12,78%)
     Romano-catolici (6,89%)
     Mozaici (1,24%)
     Evanghelici\Luterani (0,03%)
Conform recensământului efectuat în 1930, populația comunei Rarancea se ridica la 4.828 locuitori. Majoritatea locuitorilor erau ruteni (59,19%), cu o minoritate de români (32,85%), una de polonezi (5,67%) și una de evrei (1,24%). Alte persoane s-au declarat: germani (16 persoane), sârbi\croați\sloveni (2 persoane) și ruși (31 de persoane). Din punct de vedere confesional, majoritatea locuitorilor erau ortodocși (79,06%), dar existau și greco-catolici (12,78%), romano-catolici (6,89%), mozaici (1,24%) și evanghelici\luterani (0,03%).

## Vezi și
- Bătălia de la Rarancea (1918)